# Inostemma microcerum
Inostemma microcerum är en stekelart som beskrevs av Jean-Jacques Kieffer och Jörgensen 1910. Inostemma microcerum ingår i släktet Inostemma och familjen gallmyggesteklar. Inga underarter finns listade i Catalogue of Life.